# Shane Dawson
 (septembre 2020).
Pour les articles homonymes, voir Dawson.
Shane Dawson (né Shane Yaw, le 19 juillet 1988) est un acteur, maquilleur, musicien et humoriste américain sur YouTube. Shane Dawson est notamment connu pour des vidéos humoristiques mettant en scène de nombreux personnages récurrents (tels Shananay, Ned the Nerd, S. Deezy, Mom et Aunt Hilda), des imitations (de Paris Hilton, de Miley Cyrus ou de Sarah Palin par exemple) ou des parodies de chansons ou de séries télévisées populaires. Sa première chaîne YouTube, ShaneDawsonTV compte a l'heure actuelle 8,4 Millions d'abonnés.
En novembre 2009, le magazine Forbes l'a élu vingt-cinquième célébrité Internet la plus connue, il a depuis décidé de s'étendre sur YouTube, créant deux nouvelles chaînes, ShaneDawnsonTV2 et Shane.

## Biographie
Shane Dawson grandit à Long Beach, en Californie, où il étudie à Lakewood High School. Ses parents divorcent lorsqu'il a 9 ans et il coupe contact avec son père pendant plusieurs années. Il vit à Sherman Oaks (Californie) avec sa mère, son frère, ses trois chiens (Miley, Charlie et Chocolate), ses deux chats (Muffins et Snoop).  Avant son succès sur YouTube, qui est maintenant son emploi à plein temps, il travaille avec toute sa famille pour la chaine Jenny Craig, Inc., une entreprise proposant un programme favorisant la perte de poids. Après une vidéo où on voit Shane faire du pole dancing sur son lieu de travail, l'entreprise renvoie toute sa famille et six autres employés apparaissant sur la vidéo. Après environ 1 an de relation, Dawson révèle dans une vidéo qu'il a rompu avec Nadine Sykora, qui apparaît dans quelques-unes de ses vidéos. En mars 2012, Shane Dawson annonce qu'il est en couple avec une autre Youtubeuse, Lisa Schwartz, mais leur relation se termine en 2015. S'ensuit la vidéo coming out de Dawson, le 7 juillet 2015, où il annonce qu'il est bisexuel ;  il est actuellement[Quand ?] fiancé avec Ryland Adams, ils vivent en Californie avec leurs deux chiens (Uno et honey) et leur chat (Cheeto).

## Chaînes YouTube
Dawson poste une nouvelle vidéo sur sa chaîne principale, ShaneDawsonTV, tous les Samedis, et parfois durant la semaine de courtes vidéos le mettant en scène, sur sa seconde chaîne, ShaneDawsonTV2. Il poste aussi, sur cette même seconde chaîne, tous les lundis, une vidéo où il répond aux questions de ses auditeurs, portant régulièrement un déguisement désigné par son public. 
En 2012, il commence une nouvelle chaîne, Shane, (qui est maintenant la chaine où il est beaucoup plus actif étant donné qu'il ne poste plus de vidéos aussi régulièrement sur sa chaîne principale ou sur sa seconde chaîne..) où il poste une vidéo quotidienne et deux autres séries de vidéos nommées WTF NEWS et BOMB(dot)COM où la vedette n'est pas Shane mais plutôt deux autres youtubers; CapnDesDes et alexisgzall. Il poste aussi une nouvelle série mensuelle, Shane and Friends, comprenant notamment des conseils donnés par lui.
Dawson collabore régulièrement avec d'autres Youtubers, tels Joey Graceffa, Blaire White, ThePsychicTwins, TheGabbieShow... etc.
Automne 2019, il commence sa toute nouvelle série The Beautiful World of Jeffree Star en collaboration avec le maquilleur Jeffree Star. Dans cette série Shane montre les étapes de la création de sa Conspiracy Collection ainsi que les arrières des coulisses et plusieurs détails de la création, financement et commercialisation de cette collection. La série rencontre un énorme succès cumulant un total de 164 million de vues, ce qui cause le dysfonctionnement du site de vente de la collection à cause du trafic excessif.

## Nominations

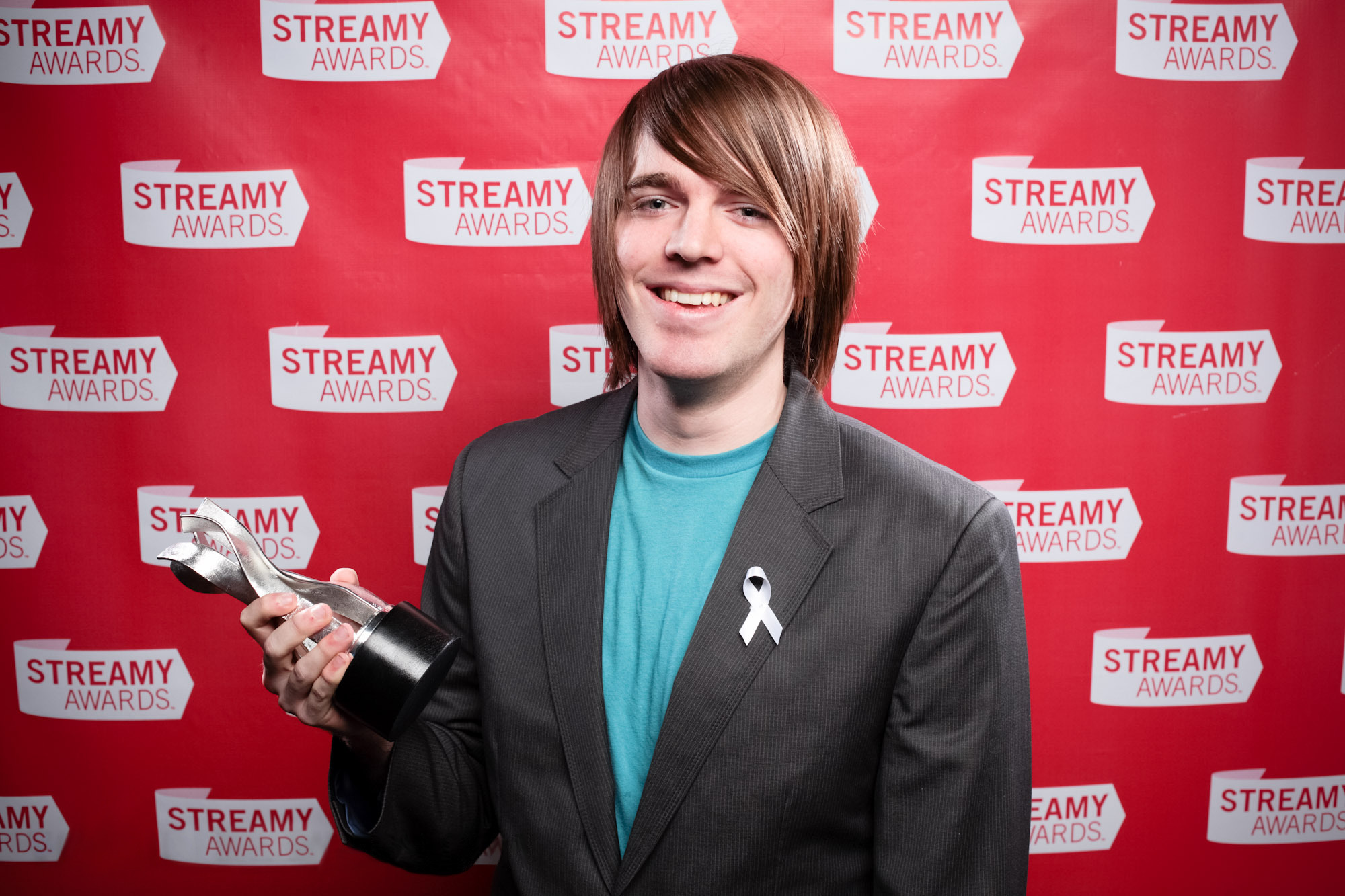
Shane Dawson aux Streamy Awards 2010.

| Année | Catégorie       | Award              | Résultat   |
| ----- | --------------- | ------------------ | ---------- |
| 2010  | Best Vlogger    | The Streamy Awards | Lauréat    |
| 2010  | Choice Web Star | Teen Choice Awards | Lauréat    |
| 2011  | Choice Web Star | Teen Choice Awards | Nomination |

## Vie privée
Shane Dawson est ouvertement bisexuel.

## Crédits
- (en) Cet article est partiellement ou en totalité issu de l’article de Wikipédia en anglais intitulé « Shane Dawson » (voir la liste des auteurs).